# Roger Bezombes
Roger Bezombes, né le 17 janvier 1913 à Paris 19e et mort le 9 août 1994 à Ivry-sur-Seine, est un peintre, graveur (lithographe et aquafortiste), médailleur et sculpteur français de la seconde École de Paris.

## Biographie

### Jeunesse
Contraint, parce qu'orphelin très jeune, à toutes sortes de professions qui lui assurent les moyens matériels de s'adonner à la peinture — il participe en 1930 à l'installation de l'exposition du Bauhaus au Grand Palais —, Roger Bezombes est élève de l'École nationale supérieure des beaux-arts de Paris. S'il est formé à l'art de la fresque par Paul Baudoüin, René Barotte n'en restitue pas moins que la préférence du jeune homme va à la pratique de « l'école buissonnière » qu'il met à profit pour faire des copies au Musée du Louvre. C'est l'époque où les peintures de Paul Gauguin, Vincent van Gogh et Henri Matisse lui sont révélées par Maurice Denis dont il demeurera proche jusqu'au décès accidentel de celui-ci, le peignant sur son lit mortuaire le 14 novembre 1943. 
Roger Bezombes se rend en Afrique pour la première fois en 1936 grâce à une bourse de voyage et reçoit la même année le second grand prix de Rome. Il parcourt en 1937 le Maroc où il se lie d'amitié avec Albert Camus. L'année 1938 lui offre à la fois sa première exposition personnelle à la galerie Charpentier à Paris avec des toiles et des gouaches sur le thème du Maroc et l'attribution du grand prix national des arts, lui valant un grand périple qui, de Dakar à Alger, le fait passer par le Tchad, Tamanrasset et le Hoggar.

### Carrière
Installé au 3, quai Saint-Michel dans le 5e arrondissement de Paris, Roger Bezombes devient professeur à l'Académie Julian, rue du Dragon, en 1950. L'année 1951 est pour lui celle d'un voyage en Grèce et celle où il entame sa relation au travail de la tapisserie.
Roger Bezombes visite la Palestine en 1953, la Tunisie et l'Égypte en 1954. Il est nommé peintre officiel de la Marine en 1955. Pierre Mazars analyse qu'« après une période où l'on remarque l'influence de Van Gogh et de Braque, particulièrement dans ses paysages de Provence, il est venu à une écriture plus schématique, les taches colorées et les épaisseurs de matière prenant plus d'importance que le sujet. Il a même exécuté des œuvres composites, mi -aquarelles mi-papiers collés, dans lesquelles il incorporait des morceaux de journaux ».

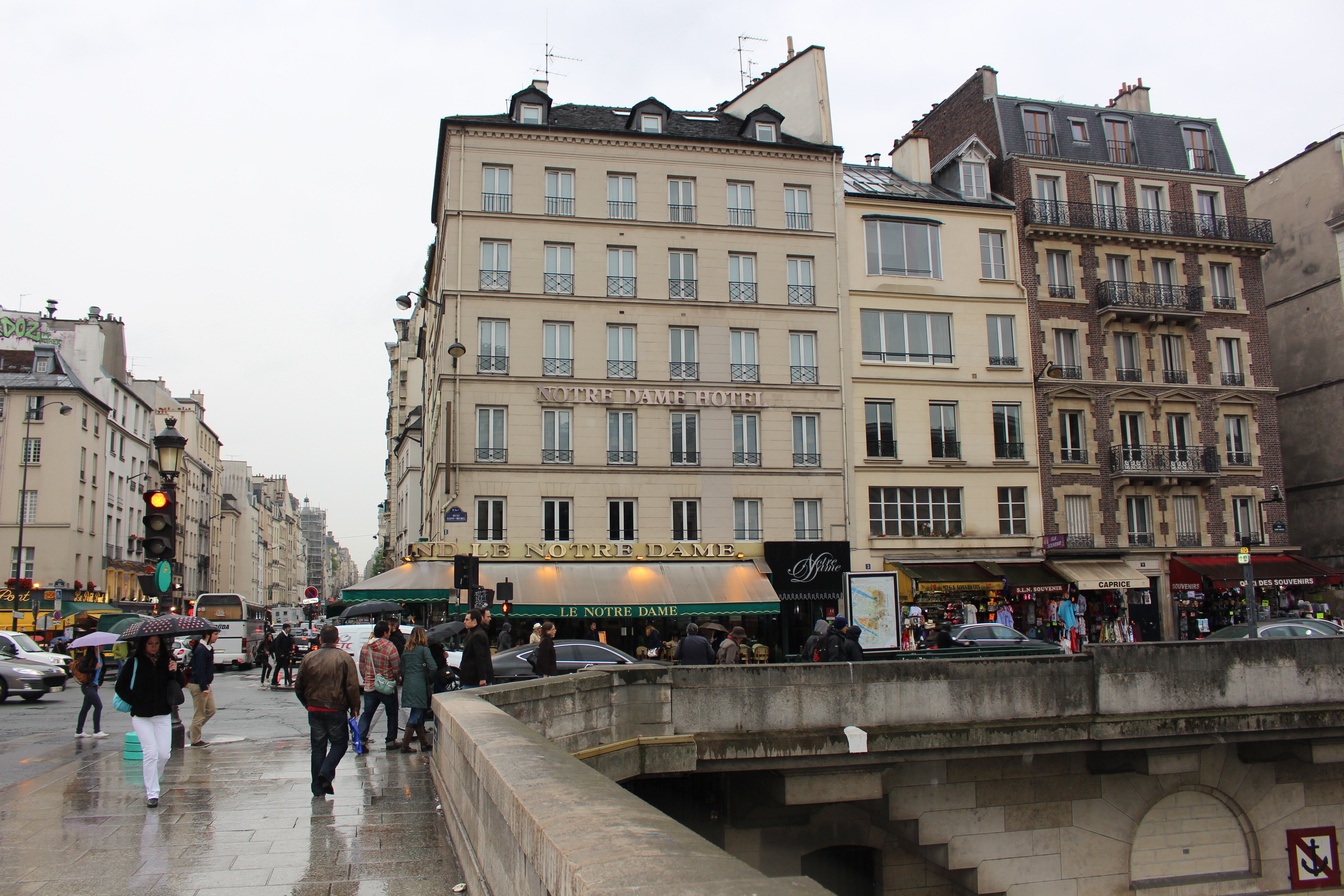
Nos 1, 3 et 5 du quai Saint-Michel à Paris. Roger Bezombes occupait un atelier au no 3.

Il est élu titulaire à l’Académie des sciences d'outre-mer en 1978.

### Lieux de vie
Roger Bezombes, qui voyagea beaucoup s'établit, vers la fin des années 1930 au 3, quai Saint-Michel dans le 5e arrondissement de Paris dans un atelier qu'il conserva toute sa vie. Dans les années 1950, il acquit un mas provençal à Maillane, Saint-Rémy-de-Provence dont le salon est encore orné de la grande mosaïque de sol créée par l'artiste.

### Mort

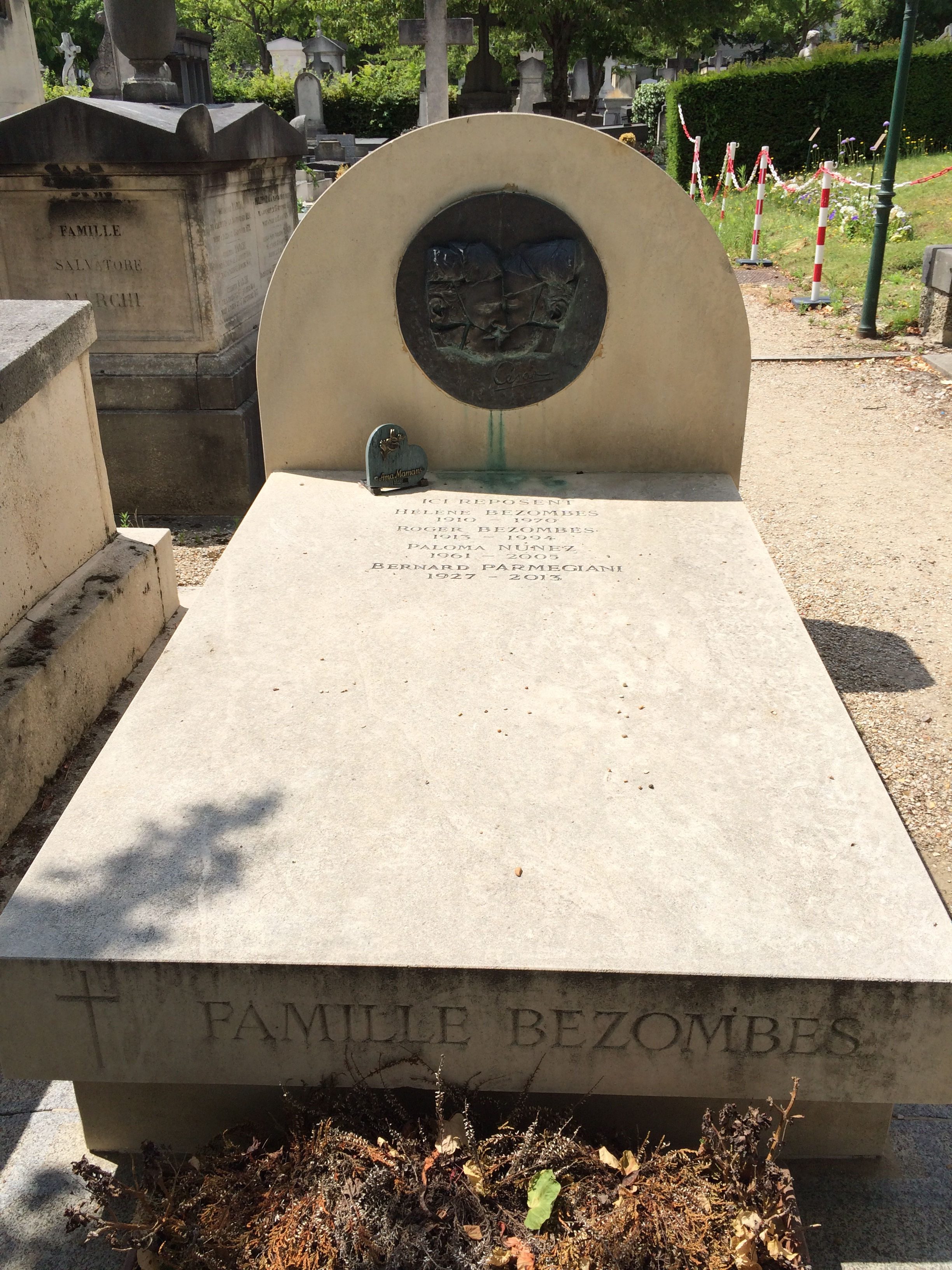
Tombe de Roger Bezombes au cimetière du Montparnasse (div. 4) à Paris.

Il meurt le 9 août 1994 à Ivry-sur-Seine, à l'âge de 81 ans, et est inhumé au cimetière du Montparnasse (division 4).

## Œuvre
« L'éventail des formes du talent de Bezombes est remarquable », écrit Lynne Thornton, « allant des tableaux, des peintures murales, des cartons de tapisserie, des illustrations de livres, des décorations monumentales en céramique, des décors de ballet et de théâtre, aux sculptures-totems, aux objets-sculptures, aux bijoux et aux médaillons ».

### Contribution bibliophilique
- Paul Mousset, Quand le temps travaillait pour nous, illustrations de Roger Bezombes, mille trois cent vingt exemplaires numérotés, Grasset, 1943.
- Henry de Montherlant, Notes de la guerre sèche - Somme, Oise, mai-juin 1940, illustrations de Roger Bezombes, Éditions littéraires de France, 1943.
- Guy de Chézal (avant-propos de Marcel Berger), En auto mitrailleuse à travers les batailles de mai 1940, douze eaux-fortes de Roger Bezombes, six cent quinze exemplaires (dont vingt-cinq hors commerce) numérotés, Librairie Plon, 1944.
- Myriam Harry, La petite fille de Jérusalem, douze compositions de Roger Bezombes gravées sur bois par Jacques Beltrand, huit cent cinq exemplaires numérotés, Fayard, 1950.
- Charles Morgan, Portrait dans un miroir, illustrations de Roger Bezombes, Fayard, 1953.
- Emmanuel Roblès, Le grain de sable, dix lithographies originales de Roger Bezombes, trois cents exemplaires numérotés, Noël Schumann, Paris / Éditions de l'Empire, 1955.
- Pierre Borel, Côte d'azur, couverture de Roger Bezombes, Éditions B. Arthaud, 1955.
- L'événement par soixante peintres - Éditions des Peintres témoins de leur temps à l'occasion de leur XIIe exposition au musée Galliera, vingt lithographies originales par Yvette Alde, Roger Bezombes, Yves Brayer, Jean Carzou, Michel Ciry, Jean Commère, François Desnoyer, Emili Grau i Sala, Pierre-Henry, Camille Hilaire, Roger Lersy, Édouard Georges Mac-Avoy, Roger Montané, Maurice Savin, Kostia Terechkovitch, Gabriel Zendel, Imprimerie Fernand Mourlot, 1963.
- Axel Munthe, Le Livre de San Michele, illustrations de Roger Bezombes, collection « Le meilleur livre de la femme », 1965.
- Joseph Kessel, La rose de Java suivi de Wagon-lit, illustrations de Roger Bezombes, Éditions Lidis, 1966.
- Louis Bromfield, Les nuits de Bombay, illustrations de Roger Bezombes, Cal éditeur, 1967.
- Pierre Benoît, Œuvres romanesques, illustrations de Jacques Boullaire, Roger Bezombes (vol.7 : La châtelaine du Liban suivi de Don Carlos), André Planson, Roger Wild, Jacques Despierre, Albin Michel, 1968.
- Jean Rousselot et Roger Bezombes, Du même au même, Éditions Rougerie, 1973.
- Charles Baudelaire, Les Fleurs du mal, illustrations de Roger Bezombes, Bibliophiles de l'Est, Strasbourg, 1985.

### Décor de théâtre
- Sampiero Corso, mise en scène de Roger Lalande, chorégraphie de Janine Charrat, décors de Roger Bezombes, Grand Théâtre de Bordeaux, mai 1956.
- Le massacre des innocents, Teatro Colón, Buenos Aires, 1957[2].
- Concerto, American Ballet Theatre, Metropolitan Opera, New York, 1958[2].

### Affiche
- Côte d'azur - Société nationale des chemins de fer français, 1958.
- Floralies, Paris, 1959.
- Discover France by train, 1968.
- Air France - Rêver le monde, Imprimerie Fernand Mourlot, 1981[13], seize affiches dont Vacances, Merveilles de la Terre, Gastronomie, Les îles, Exotisme, Orient, Raffinement, Liberté, Vie du monde, Monde nouveau, Ciel[14].
- Philexfrance, exposition internationale de philatélie, palais du C.N.I.T., Paris, Imprimerie Fernand Mourlot, juin 1982.

### Publication
- Roger Bezombes, « en A.O.F. Au pays des roses noires », Plaisir de France, Paris, juillet-août 1947.
- Roger Bezombes, L'exotisme dans l'art et la pensée, Éditions Elsevier, 1953.
- Pierre Laprade (préface de Roger Bezombes), Architectures de la Méditerranée à travers les croquis de Pierre Laprade, Berger-Levrault, 1983.

## Expositions

### Expositions personnelles
- Galerie Charpentier, Paris, 1938[5].
- Galerie André Weil, Paris, 1950, 1953, octobre 1955[15], novembre 1957[5],[16].
- Recent paintings by Roger Bezombes, Galerie Wildenstein, Londres, 1953.
- Institut français, Cologne, 1954.
- Galerie Matarasso, Nice, 1956.
- Galerie Horn, Luxembourg, 1957.
- Guilde de la gravure, Paris, novembre 1957[16].
- Musée Denys-Puech, Rodez, 1958.
- Musée de l'Athénée, Genève, 1962[5].
- Roger Bezombes - Œuvres choisies, château Grimaldi, Cagnes-sur-Mer, 1962[5].
- 1er Salon Biarritz - San Sebastián : École de Paris, peinture, sculpture, casino de Biarritz et Musée San Telmo, Saint-Sébastien (Espagne), juillet-septembre 1965.
- Galerie des Ponchettes, Nice, septembre-octobre 1966.
- Galerie Martel, Montréal, mai 1967.
- Galerie Romanet-Vercel, New York, 1968.
- Roger Bezombes, œuvres provençales - Peintures, tapisseries, médailles, Musée Réattu, Arles, juillet-septembre 1968.
- Centre Le Corbusier, Maison de la culture, Firminy, 1968.
- Galerie Philippe Ducastel, Avignon, décembre 1969.
- Musée des beaux-arts d'Orléans, 1969.
- Roger Bezombes - Murales, masques, médailles, Palais de l'Isle, Annecy, juillet-septembre 1970 et Musée des beaux-arts de Reims, avril-mai 1971.
- Musée des beaux-arts de Nîmes, février-juin 1971.
- Musée des beaux-arts de Besançon, juillet-août 1971.
- Roger Bezombes - Médailles, murales, sculptures-objets, Musée de la Monnaie, Paris, 1972.
- Galerie Présence de l'art, Cannes, 1972.
- Musée du Bastion Saint-André, Antibes, janvier-février 1975.
- Musée des Ursulines de Mâcon, 1975.
- Abbaye des Prémontrés de Pont-à-Mousson, 1979.
- Roger Bezombes - Vie du monde, seize affiches pour Air France, Centre Georges-Pompidou, Paris, septembre-novembre 1981.
- Roger Bezombes - Bally, variations autour d'une affiche, centre culturel du Marais, Paris, septembre-octobre 1984.
- Rétrospective Roger Bezombes, Tokyo et Osaka, 1987[2].
- Chaussures insolites : Roger Bezombes, Musée international de la chaussure, juin-septembre 1993.
- Joël Millon et Claude Robert, commissaires-priseurs, Vente de l'atelier Roger Bezombes, Hôtel Drouot, 14 avril 2008[17].
- Rétrospective Roger Bezombes, Musée Réattu, Arles, mai-octobre 2008.
- Roger Bezombes - La vie autour du monde, FIAF Gallery, New York, novembre 2015 - janvier 2016[18].

### Expositions collectives
- Salon d'automne, Salon des indépendants et Salon des Tuileries, Paris, à partir de 1937[5].
- Artistes français contemporains, Madrid, 1943.
- Vingt ans d'art sacré, Rio de Janeiro, 1949.
- Salon de l'Imagerie, Paris, 1949.
- Salon des artistes décorateurs, musée des arts décoratifs, Paris, 1949.
- La tapisserie française, Tunis, Copenhague, 1950.
- Salon des peintres témoins de leur temps, palais Galliera, Paris, à partir de 1951[5].
- Première Biennale de São Paulo, octobre 1951.
- Vingt-huit jeunes peintres, vingt-huit jeunes femmes - Paul Aïzpiri, Roger Bezombes ("Portrait de Maria Casarès"), Bernard Buffet, Philippe Cara Costea, Jean Carzou, Antoni Clavé, Jean Cortot, Simone Dat, Michel de Gallard, Mick Micheyl, Jean Navarre, Michel Patrix, Paul Rebeyrolle, Michel Thompson…, Galerie Drouant-David, Paris, décembre 1951 - janvier 1952.
- Salon Comparaisons, Paris, de 1956 à 1965[5].
- Pavillon français de l'Exposition universelle de 1958, Bruxelles.
- Le pétrole vu par 100 peintres , Musée Galliera, Paris, œuvre présentée : Le Pétrole Paris, 1959.
- Salon Grands et Jeunes d'aujourd'hui, Hôtel Martinez, Cannes, août-septembre 1961.
- Exposition organisée à l'occasion des États généraux du désarmement, Cercle Volney, mai 1963.
- Exposition universelle de Montréal, 1967.
- Exposition internationale de la Monnaie, musée de la Monnaie, Paris, 1967.
- Festival des arts, Adélaïde (Australie), 1974.
- Ve Biennale des arts graphiques de Varsovie, 1974.
- Le bestiaire des monnaies, des sceaux et des médailles, musée de la Monnaie, Paris, 1974.
- Biennale de la tapisserie, Dublin, 1975.
- L'humour et la médaille, musée de la Monnaie, Paris, 1981.
- Paris-Prague, hôtel de la Monnaie, Paris, et Galerie nationale de Prague, 1987-1988.
- De Cuno Amiet à Zao Wou-Ki - Le fonds d'estampes Cailler, musée d'art de Pully, février-avril 2013[19].
- L'Orient rêvé par l'Occident, musée d'art et de culture de Marrakech, mai 2016 - janvier 2017[20].

## Réception critique
- « Surtout soucieux de mettre en évidence l'aspect coloré du tableau, Bezombes supprime le modelé et prend beaucoup de libertés avec la perspective italienne. La multiplicité des couleurs, souvent réparties en zones qui ne correspondent ni à des ombres ni à des différences de matière dans les objets, crée une impression de papillotement. » - Revue Connaissance des arts[16]
- « Les accords de tons ont de la hauteur, de la noblesse... Souvent aussi, cette peinture précieuse, riche d'hommages aux regards, fait frémir les doigts, et l'on se remet à songer à des vitraux, à des gemmes, à des bois introuvables, à des plumages d'oiseaux disparus. Élégance de manières, peinture pour aristocratie mentale. Et tout se tient, placé au-delà d'une zone commune, à la manière d'un mirage. » - André Beucler[21]
- « Il est de ceux qui ont vigoureusement ranimé l'art de la médaille quand il fut appelé à travailler à l'Hôtel de la Monnaie à Paris, n'hésitant pas à transformer la forme des médailles ni à substituer à l'académisme régnant une écriture plus libre et plus fougueuse. » - Pierre Mazars[6]
- « Bezombes, pour qui la couleur conserve comme un émerveillement de l'enfance... » - René Huyghe de l'Académie française et Jean Rudel[22]
- « Des compositions baroques marquées par le lyrisme de l'Orient et par ses splendeurs colorées. » - Gérald Schurr[23]
- « Bezombes produit une peinture qui a sa source dans l'École de Paris de l'entre-deux-guerres et qui est constituée d'une imagerie agréable et diverse, traduite dans une construction plastique qui emprunte un peu la couleur flatteuse du postimpressionnisme et un peu la composition stylisée du post-cubisme. » - Jacques Busse[5]
- « L'ensemble d'affiches de Roger Bezombes relève d'une indéniable originalité. Pour la première fois, il ne s'agit plus d'illustrer des pays mais des concepts : la Méditerranée, les îles, le soleil, la liberté... Et, une fois réunies, ces seize affiches forment un puzzle général : Vies du monde d'Air France. » - Anne Doridou-Heim[13]

## Récompenses et distinctions
- Second grand prix de Rome en 1936.
- Chevalier de la Légion d'honneur en 1954.
- Peintre officiel de la Marine en 1955.
- Grand prix de l'affiche en 1984, pour les affiches Chaussures Bally.

## Collections publiques

### Algérie
- Musée national des beaux-arts d'Alger.
- Musée National Zabana d'Oran.

### Côte d'Ivoire
- Assemblée nationale de Côte d'Ivoire, Abidjan, tapisseries sur le thème de l'Afrique noire.

### États-Unis
- Musée d'art de l'Université du Michigan (en), Ann Arbor, lithographie.
- Fondation Carnegie, New York.
- Jewish Museum, New York.
- Metropolitan Museum of Art, New York, Vase de fleurs[24] et Guitare à la partition « Le pauvre laboureur »[25], huiles sur papier marouflées sur panneaux[2].
- Musée du verre de Corning, Corning (New York).

### France
- Musée Réattu, Arles.
- Musée des Années Trente, Boulogne-Billancourt[26].
- Musée des beaux-arts de Dijon.
- Institut universitaire de technologie de Lannion.
- Musée Matisse du Cateau-Cambrésis.
- Musée d'art moderne André-Malraux, Le Havre.
- Musée des beaux-arts de Lyon.
- Musée des beaux-arts de Nancy.
- Musée d'art et d'histoire de Narbonne, Les désenchantées, huile sur panneau, 167x150cm[27].
- Musée des beaux-arts d'Orléans, Concert champêtre, peinture.
- Salle des fêtes du pavillon d'Afrique, cité internationale universitaire de Paris, tapisserie d'Aubusson, manufacture Hamot, 1951, 150m2.
- Bibliothèque de l'Arsenal, Paris.
- Département des estampes et de la photographie de la Bibliothèque nationale de France, Paris.
- Musée d'art moderne de la ville de Paris, La terrasse du grand café, huile sur toile[28].
- Musée Carnavalet, Paris.
- Musée de la Monnaie, Paris.
- Musée national d'art moderne, Paris, Le harem, huile sur toile, 1938 ; Évêque, huile sur papier, avant 1939 ; Portrait de l'oiseau qui n'existe pas, aquarelle, 1957 ; Le bouquet de fleurs romantique, technique mixte sur contreplaqué, 1957.
- L'Adresse Musée de La Poste, Paris, Projet de l'affiche Philexpo 1982, technique mixte, 160x120cm, 1982[29].
- Musée du quai Branly, Paris.
- Musée de la chaussure, Romans-sur-Isère.
- Musée du Domaine départemental de Sceaux.
- Musée des Augustins, Toulouse.
- Musée international d'art naïf, Vicq (Yvelines).

### Grèce
- Pinacothèque nationale d'Athènes.

### Israël
- Musée d'Israël, Jérusalem.

### Maroc
- Musée Mohammed VI d'art moderne et contemporain, Rabat.

### Pays-Bas
- Centraal Museum, Utrecht.

### Suisse
- Musée d'art de Pully.

### Fresques murales

#### Algérie
- Hôtel de ville d'Alger.

#### France

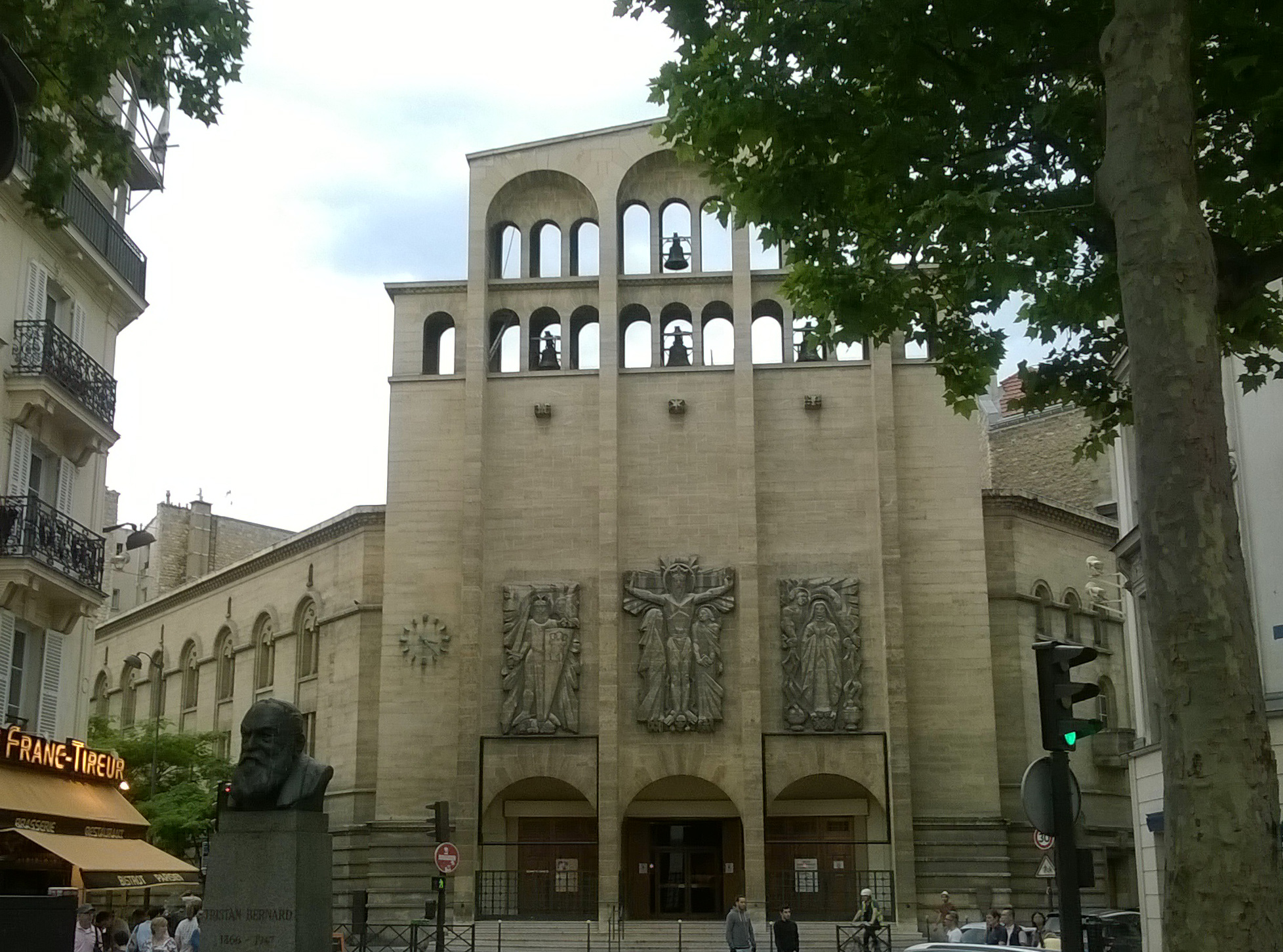
L'église Saint-Ferdinand-des-Ternes à Paris, où œuvrèrent Roger et Hélène Bezombes.

- Galerie de la Coupole, Charenton-le-Pont.
- Chapelle du Sacré-Cœur, église Saint-Yves des Quatre-Routes de La Courneuve.
- Transept côté droit de l'église Saint-Ferdinand-des-Ternes, Paris (en collaboration avec Hélène Bezombes), Les sacrements de baptême, de confirmation et de pénitence[30].
- Auditorium de la maison de la Radio, Paris, La musique[31].
- Paquebot Le Laos, Messageries maritimes.
- Paquebot L'Île-de-France, Compagnie générale transatlantique, fresque de l'appartement destiné au président de la République (navire détruit en 1959)[15].

#### Tunisie
- Façade de la Banque centrale de Tunisie, Tunis, céramique monumentale, 1954[3].

## Hommage
- César, Portrait de Roger Bezombes, médaille, tirage limité à cent exemplaires, éditée par la Monnaie de Paris à l'occasion de l'exposition Roger Bezombes, 1972.